# Enicospilus xandarus
Enicospilus xandarus là một loài tò vò trong họ Ichneumonidae.